# Alberto Delgado (calciatore 1978)
Alberto Delgado y Pérez (L'Avana, 11 marzo 1978) è un ex calciatore cubano, di ruolo attaccante.

## Carriera

### Nazionale
Ha debuttato in Nazionale il 5 marzo 2000, in Cuba-Isole Cayman (4-0), subentrando a Manuel Bobadilla al minuto 66. Ha messo a segno le sue prime reti con la maglia della Nazionale il 16 maggio 2001, in Cuba-Suriname (4-3), gara in cui ha segnato 4 reti: la rete del momentaneo 1-2 al minuto 30, la rete del momentaneo 2-2 al minuto 34, la rete del momentaneo 3-2 al minuto 47 e la rete del momentaneo 4-2 al minuto 60. Ha partecipato, con la Nazionale, alla CONCACAF Gold Cup 2002. Ha collezionato in totale, con la maglia della Nazionale, 19 presenze e quattro reti.

## Palmarès

### Club

#### Competizioni nazionali
- Campionato cubano di calcio: 2

Ciudad de La Habana: 1997-1998, 2000-2001